# Янгмен, Хенни
Генри «Хэнни» Янгмен (16 марта 1906 — 24 февраля 1998) — американский актёр и скрипач, комик британского происхождения. Широкую известность приобрёл благодаря своим коротким шуткам.
В то время, как многие комики того времени рассказывали со сцены короткие истории, Хэнни Янгмэн использовал в выступлениях только однострочные шутки, иногда играя на скрипке.